# 舌叶金腰
舌叶金腰（学名：Chrysosplenium glossophyllum）为虎耳草科金腰属下的一个种。

## 扩展阅读
維基物種上的相關：舌叶金腰